# Jazīrat Zabarjad
Jazīrat Zabarjad är en ö i Egypten.   Den ligger i guvernementet Al-Bahr al-Ahmar, i den sydöstra delen av landet, 900 km sydost om huvudstaden Kairo. Arean är 4,5 kvadratkilometer. 